# Liste der Gemeinden in der Woiwodschaft Kujawien-Pommern
Diese Liste führt alle Gemeinden in der Woiwodschaft Kujawien-Pommern in Polen auf. Die Woiwodschaft Kujawien-Pommern hat 17 Stadtgemeinden, von denen vier Städte die Rechte eines Powiats haben, das heißt „kreisfrei“ sind. Daneben gibt es 39 Stadt-und-Land-Gemeinden, deren Hauptort die Stadtrechte hat und 88 Landgemeinden.
[P] kennzeichnet den Sitz der Verwaltung der jeweiligen Powiate.
Einwohnerzahlen vom 31. Dezember 2020 nach dem Datensatz des GUS.

## Kreisfreie Städte
1. Bydgoszcz[P] (Bromberg) – 344.091 Einwohner
2. Grudziądz[P] (Graudenz) – 93.564 Einwohner
3. Toruń[P] (Thorn) – 198.613 Einwohner
4. Włocławek[P] (Leslau) – 108.561 Einwohner

Die vier Städte sind Hauptorte der entsprechenden Powiate Bydgoski, Grudziądzki, Toruński und Włocławski, gehören diesen jedoch nicht an.

## Stadtgemeinden
1. Aleksandrów Kujawski[P] – 12.058 Einwohner, Powiat Aleksandrowski
2. Brodnica[P] (Strasburg in Westpreußen) – 28.701 Einwohner, Powiat Brodnicki
3. Chełmno[P] (Culm) – 19.205 Einwohner, Powiat Chełmiński
4. Chełmża (Culmsee) – 14.362 Einwohner, Powiat Toruński
5. Ciechocinek – 10.534 Einwohner, Powiat Aleksandrowski
6. Golub-Dobrzyń[P] (Gollub-Dobrin) – 12.412 Einwohner, Powiat Golubsko-Dobrzyński
7. Inowrocław[P] (Inowrazlaw, Hohensalza) – 71.674 Einwohner, Powiat Inowrocławski
8. Kowal – 3468 Einwohner, Powiat Włocławski
9. Lipno[P] – 14.283 Einwohner, Powiat Lipnowski
10. Nieszawa (Nessau) – 1834 Einwohner, Powiat Aleksandrowski
11. Radziejów[P] – 5499 Einwohner, Powiat Radziejowski
12. Rypin[P] (Rypin) – 15.999 Einwohner, Powiat Rypiński
13. Wąbrzeźno[P] (Briesen) – 13.400 Einwohner, Powiat Wąbrzeski

## Stadt-und-Land-Gemeinden
1. Barcin (Bartschin) – 14.720 Einwohner, Powiat Żniński
2. Bobrowniki – 3093 Einwohner, Powiat Lipnowski
3. Brześć Kujawski – 11.352 Einwohner, Powiat Włocławski
4. Chodecz – 5972 Einwohner, Powiat Włocławski
5. Dobrzyń nad Wisłą – 7505 Einwohner, Powiat Lipnowski
6. Gąsawa (Gonsawa) – 5215 Einwohner, Powiat Żniński
7. Górzno – 3931 Einwohner, Powiat Brodnicki
8. Gniewkowo (Argenau) – 14.315 Einwohner, Powiat Inowrocławski
9. Izbica Kujawska – 7650 Einwohner, Powiat Włocławski
10. Jabłonowo Pomorskie – 8845 Einwohner, Powiat Brodnicki
11. Janikowo (Janikowo, Amsee) – 12.961 Einwohner, Powiat Inowrocławski
12. Janowiec Wielkopolski (Janowitz) – 8883 Einwohner, Powiat Żniński
13. Kamień Krajeński (Kamin) – 6834 Einwohner, Powiat Sępoleński
14. Kcynia (Exin) – 13.204 Einwohner, Powiat Nakielski
15. Kikół – 7050 Einwohner, Powiat Lipnowski
16. Koronowo (Polnisch Krone) – 24.109 Einwohner, Powiat Bydgoski
17. Kowalewo Pomorskie (Schönsee) – 11.416 Einwohner, Powiat Golubsko-Dobrzyński
18. Kruszwica (Kruschwitz) – 19.012 Einwohner, Powiat Inowrocławski
19. Łabiszyn (Labischin) – 10.343 Einwohner, Powiat Żniński
20. Łasin (Lessen) – 7778 Einwohner, Powiat Grudziądzki
21. Lubień Kujawski – 7233 Einwohner, Powiat Włocławski
22. Lubraniec – 9318 Einwohner, Powiat Włocławski
23. Mogilno[P] (Mogilno) – 24.518 Einwohner, Powiat Mogileński
24. Mrocza (Mrotschen) – 9193 Einwohner, Powiat Nakielski
25. Nakło nad Notecią[P] (Nakel) – 31.552 Einwohner, Powiat Nakielski
26. Nowe (Neuenburg i. Westpr.) – 10.103 Einwohner, Powiat Świecki
27. Pakość (Pakosch) – 9697 Einwohner, Powiat Inowrocławski
28. Piotrków Kujawski – 9192 Einwohner, Powiat Radziejowski
29. Pruszcz (Prust) – 9558 Einwohner, Powiat Świecki
30. Radzyń Chełmiński (Rehden) – 4608 Einwohner, Powiat Grudziądzki
31. Sępólno Krajeńskie[P] (Zempelburg) – 15.761 Einwohner, Powiat Sępoleński
32. Skępe – 7470 Einwohner, Powiat Lipnowski
33. Solec Kujawski (Schulitz) – 16.777 Einwohner, Powiat Bydgoski
34. Strzelno (Strelno) – 11.524 Einwohner, Powiat Mogileński
35. Świecie[P] (Schwetz) – 33.851 Einwohner, Powiat Świecki
36. Szubin (Schubin) – 24.917 Einwohner, Powiat Nakielski
37. Tuchola[P] (Tuchel) – 20.151 Einwohner, Powiat Tucholski
38. Więcbork (Vandsburg) – 13.309 Einwohner, Powiat Sępoleński
39. Żnin[P] (Znin) – 23.923 Einwohner, Powiat Żniński

## Landgemeinden
1. Aleksandrów Kujawski – 12.015 Einwohner, Powiat Aleksandrowski
2. Bądkowo – 4187 Einwohner, Powiat Aleksandrowski
3. Bartniczka – 4708 Einwohner, Powiat Brodnicki
4. Baruchowo – 3407 Einwohner, Powiat Włocławski
5. Białe Błota – 23.206 Einwohner, Powiat Bydgoski
6. Bobrowo – 6337 Einwohner, Powiat Brodnicki
7. Boniewo – 3346 Einwohner, Powiat Włocławski
8. Brodnica – 8662 Einwohner, Powiat Brodnicki
9. Brzozie – 3828 Einwohner, Powiat Brodnicki
10. Brzuze – 5284 Einwohner, Powiat Rypiński
11. Bukowiec – 5130 Einwohner, Powiat Świecki
12. Bytoń – 3411 Einwohner, Powiat Radziejowski
13. Cekcyn – 6901 Einwohner, Powiat Tucholski
14. Chełmno – 6157 Einwohner, Powiat Chełmiński
15. Chełmża – 9811 Einwohner, Powiat Toruński
16. Choceń – 7910 Einwohner, Powiat Włocławski
17. Chrostkowo – 2851 Einwohner, Powiat Lipnowski
18. Ciechocin – 4003 Einwohner, Powiat Golubsko-Dobrzyński
19. Czernikowo – 9026 Einwohner, Powiat Toruński
20. Dąbrowa – 4607 Einwohner, Powiat Mogileński
21. Dąbrowa Biskupia – 5094 Einwohner, Powiat Inowrocławski
22. Dąbrowa Chełmińska – 8415 Einwohner, Powiat Bydgoski
23. Dębowa Łąka – 3154 Einwohner, Powiat Wąbrzeski
24. Dobrcz – 11.958 Einwohner, Powiat Bydgoski
25. Dobre – 5296 Einwohner, Powiat Radziejowski
26. Dragacz – 7190 Einwohner, Powiat Świecki
27. Drzycim – 4889 Einwohner, Powiat Świecki
28. Fabianki – 10.178 Einwohner, Powiat Włocławski
29. Golub-Dobrzyń – 8841 Einwohner, Powiat Golubsko-Dobrzyński
30. Gostycyn – 5199 Einwohner, Powiat Tucholski
31. Grudziądz – 13.136 Einwohner, Powiat Grudziądzki
32. Gruta – 6437 Einwohner, Powiat Grudziądzki
33. Inowrocław – 11.845 Einwohner, Powiat Inowrocławski
34. Jeżewo – 8055 Einwohner, Powiat Świecki
35. Jeziora Wielkie – 4833 Einwohner, Powiat Mogileński
36. Kęsowo – 4468 Einwohner, Powiat Tucholski
37. Kijewo Królewskie – 4521 Einwohner, Powiat Chełmiński
38. Koneck – 3103 Einwohner, Powiat Aleksandrowski
39. Kowal – 3897 Einwohner, Powiat Włocławski
40. Książki – 4141 Einwohner, Powiat Wąbrzeski
41. Lipno – 11.830 Einwohner, Powiat Lipnowski
42. Lisewo – 5181 Einwohner, Powiat Chełmiński
43. Lniano – 4312 Einwohner, Powiat Świecki
44. Lubanie – 4550 Einwohner, Powiat Włocławski
45. Łubianka – 7438 Einwohner, Powiat Toruński
46. Lubicz – 20.389 Einwohner, Powiat Toruński
47. Lubiewo – 6008 Einwohner, Powiat Tucholski
48. Łysomice – 10.287 Einwohner, Powiat Toruński
49. Nowa Wieś Wielka – 10.309 Einwohner, Powiat Bydgoski
50. Obrowo – 18.299 Einwohner, Powiat Toruński
51. Osie – 5511 Einwohner, Powiat Świecki
52. Osięciny – 7529 Einwohner, Powiat Radziejowski
53. Osiek – 4022 Einwohner, Powiat Brodnicki
54. Osielsko – 15.347 Einwohner, Powiat Bydgoski
55. Papowo Biskupie – 4300 Einwohner, Powiat Chełmiński
56. Płużnica – 4771 Einwohner, Powiat Wąbrzeski
57. Raciążek – 3116 Einwohner, Powiat Aleksandrowski
58. Radomin – 3801 Einwohner, Powiat Golubsko-Dobrzyński
59. Radziejów – 4360 Einwohner, Powiat Radziejowski
60. Rogowo – 4770 Einwohner, Powiat Rypiński
61. Rogowo – 6802 Einwohner, Powiat Żniński
62. Rogóźno – 4195 Einwohner, Powiat Grudziądzki
63. Rojewo – 4723 Einwohner, Powiat Inowrocławski
64. Ryńsk – 8574 Einwohner, Powiat Wąbrzeski
65. Rypin – 7533 Einwohner, Powiat Rypiński
66. Sadki – 7253 Einwohner, Powiat Nakielski
67. Sicienko – 10.311 Einwohner, Powiat Bydgoski
68. Skrwilno – 5851 Einwohner, Powiat Rypiński
69. Śliwice – 5595 Einwohner, Powiat Tucholski
70. Sośno – 4922 Einwohner, Powiat Sępoleński
71. Stolno – 5304 Einwohner, Powiat Chełmiński
72. Świecie nad Osą – 4151 Einwohner, Powiat Grudziądzki
73. Świedziebnia – 5116 Einwohner, Powiat Brodnicki
74. Świekatowo – 3640 Einwohner, Powiat Świecki
75. Tłuchowo – 4656 Einwohner, Powiat Lipnowski
76. Topólka – 4738 Einwohner, Powiat Radziejowski
77. Unisław – 6989 Einwohner, Powiat Chełmiński
78. Waganiec – 4564 Einwohner, Powiat Aleksandrowski
79. Wąpielsk – 3953 Einwohner, Powiat Rypiński
80. Warlubie – 6464 Einwohner, Powiat Świecki
81. Wielgie – 6712 Einwohner, Powiat Lipnowski
82. Wielka Nieszawka – 5278 Einwohner, Powiat Toruński
83. Włocławek – 7365 Einwohner, Powiat Włocławski
84. Zakrzewo – 3480 Einwohner, Powiat Aleksandrowski
85. Zbiczno – 4873 Einwohner, Powiat Brodnicki
86. Zbójno – 4382 Einwohner, Powiat Golubsko-Dobrzyński
87. Zławieś Wielka – 14.675 Einwohner, Powiat Toruński
88. Złotniki Kujawskie – 9175 Einwohner, Powiat Inowrocławski